# Doridicola confinis
Doridicola confinis är en kräftdjursart som först beskrevs av Humes 1982.  Doridicola confinis ingår i släktet Doridicola och familjen Rhynchomolgidae. Inga underarter finns listade i Catalogue of Life.